# Рубанівка (Каховський район)
Ру́банівка — село в Україні, центр Рубанівської сільської громади Каховського району Херсонської області. Населення становить 3927 осіб.

## Історія
Біля села Рубанівки знайдено кам'яну половецьку скульптуру XI—XIII століть. Ще у XVIII ст. в це були незаймані степи. У 1798 року на березі степового озера осіли кілька втікачів-кріпаків. Вони й поклали початок селу. Назва походить від прізвища першого поселенця Рубана.

### За часів імперії
У 1806 році сюди переселилися 556 чоловік з Полтавської та Чернігівської губерній, у 1810 році — 446 вихідців з Курської губернії. Через 12 років в казенному селі Рубанівці налічувалося 2845 чоловік, які проживали в 444 дворах. Мешканці села жили з хліборобства. На 1822 рік за селом закріпили 32 694 десятини землі, у тому числі непридатної 960 десятин. Основним сільськогосподарським знаряддям була дерев'яна борона. У володінні селян 1822 року налічувалося 1368 коней, 3321 голова великої рогатої худоби, 3919 овець. Ускладнювалося становище рубанівців, нестачею води, яка навіть у колодязях, опоряджених цямринами, висихала. Дуже часто рубанівцям доводилося гнати на водопій худобу до Дніпра за 30 км від села. Часті посухи викликали неврожай, голод і, як наслідок цього, епідемії. У 1864 року Рубанівка стала волосним центром. Станом на 1886 рік у селі, центрі Рубанівської волості Мелітопольського повіту Таврійської губернії, мешкало 5829 осіб, налічувалось 913 дворів, існували православна церква, єврейський молитовний будинок, 2 школи, 6 лавок, 3 винних склади, 2 бондарні, відбувалось 2 ярмарки на рік: 11 лютого та 1 серпня, базари.
Якщо 1880 року на ревізьку душу припадало пересічно по 11,2 десятини землі, то вже 1906 року — лише 3,5 десятини. Володіючи сільськогосподарськими знаряддями, у тому числі букерами, основною кількістю тяглової сили, куркулі зосередили в своїх руках величезні земельні масиви. У 1885 року 336 господарств села засівали 25—50 і більше десятин. Деякі з них обробляли понад 700 десятин. Водночас 150 господарств не мали ні землі, ні худоби, 770 — засівали від 5 до 25 десятин. Близько 100 рубанівців працювали на двох цегельночерепичних заводах, збудованих у 1890—1900 рр. В селі були свої чинбарі, ковалі, стельмахи, столяри. Кожної п'ятниці в Рубанівці відбувалися великі базари, двічі на рік — ярмарки, на які приїздили люди не лише з навколишніх сіл і хуторів, а й з Катеринослава, Каховки, Херсона, Мелітополя, Криму.
Під час революції 1905 року широку пропаганду провадили вчителі — соціалдемократи М. С. Шевченко, К. П. Височан та Н. К. Сапронов, один з керівників більшовицької організації в Криму. Відбувалися численні мітинги, збори, сходки. Боротьба набрала настільки широкого розмаху, що місцева влада змушена була викликати військовий загін. Почалися переслідування, обшуки, арешти. Під час обшуків у М. С. Шевченка і С. Н. Фесика знайшли заборонену літературу. За протиурядову і антивоєнну агітацію, за заклик до революції в лютому 1907 року були заарештовані місцеві бідняки, брати Микола і Михайло Загної. На одному з мітингів селянин М. Кригін вигукнув: «Геть царя!» — і залізним прутом розбив бюст царя. Він уникнув кари лише тому, що втік з села.
Після аграрної реформи в селі виділилися заможні селяни, Кравченко, Дорошенко, Катричів і Дурнєв, яким належало пересічно по 700 десятин землі.
З 1877 року в селі працював фельдшер, який утримувався на кошти громади. Лікарський пункт і аптеку, в яких лікар, фельдшер і аптекар обслуговували 22 176 жителів Рубанівської волості, відкрито 1902 року.
Тривалий час в селі не було жодного навчального закладу. Лише небагато дітей навчалися грамоти в церковно-приодських школах. Перша парафіяльна школа відкрилася 1842 року. Через 19 років почало працювати сільське однокласне училище. На початку XX ст. Рубанівка мала 2 земські, 2 церковнопарафіяльні, 4 школи грамоти і вище початкове училище, в яких навчалося близько 800 учнів. Школи утримувалися в основному коштом громади. Так, 1880 року від державної казни одержано 250 крб., а від громади — 833. Площа приміщень і стан освітлення класів не відповідали елементарним санітарним нормам.

### Період Національно-визвольних змагань
Українці Рубанівки вітали Універсали Української Центральної Ради. У листопаді — грудні 1917 року в селі відбувалися мітинги, збори селян, робітників цегельно-черепичних заводів, на яких більшовицькі агітатори зміщували акценти боротьби селян за національне визволення українців на класові суперечки. У січні 1918 року з представників селян, робітників, колишніх солдатів створено волосний ревком на чолі з Я. Г. Чистиковим та сільський ревком, головою якого обрали Л. Д. Ковбасу. Обидва вони уродженці села, бідняки, на фронтах першої світової війни зблизилися з більшовиками. Втілюючи в життя більшовицьку пропаганду про землю, волосний і сільський ревкоми провели перепис майна і землі в заможних господарствах.
Навесні 1918 року за часів Української Держави в селі дислокувався підрозділ австро-німецьких військ. Наприкінці року німці залишили село, в яке зайшли підрозділи Армії УНР. У березні 1919 року більшовики захопили владу в селі, де було організовано партійний осередок, секретарем якого обрали П. І. Казанця — уродженця Рубанівки, вихідця з бідної селянської сім'ї. Наступного місяця в селі організовано молодіжну групу, яка разом з комуністами Рубанівки напередодні денікінської навали влилася до більшовицької Задніпровської дивізії.
У червні 1919 року Рубанівку захопили денікінці. Знову почалися репресії, арешти. 27 червня вони заарештували першого голову сільревкому Л. Д. Ковбасу, за доносом схопили вчителів В. Н. Фесика і К. П. Височана. С. Н. Фесику вдалося втекти. 1 липня денікінці стратили Л. Д. Ковбасу і К. П. Височана, заборонивши протягом трьох днів знімати їх з шибениці. За справу революції і за народ віддали своє життя активісти села А. С. Ціомашко, А. Г. Шеховцов, П. Г. Гаврильченко, яких росіяни порубали шаблями. У січні 1920 року більшовики захопили Рубанівку та вигнали денікінців. В селі Волревком і сільревком приступили до розподілу землі, насіння, реманенту. Навесні 1920 року рубанівці вперше організовано провели сівбу ярих культур. Мирний перепочинок тривав недовго. У червні 1920 року село захопили врангелівці. Знову арешти, переслідування, вбивства.

### Під владою більшовиків
31 жовтня 1920 року Рубанівку було окуповано частинами 52-ї стрілецької дивізії більшовицької росії. Головою волревкому став П. В. Ушаков, а головою сільревкому — М. Т. Ціомашко. Новими членами поповнився партосередок, очолений Д. І. Поповим. Надійним помічником комуністів у боротьбі з українством став комсомольський осередок Рубанівки, створений в квітні 1921 року. Одним з перших вожаків сільської молоді був Ю. Фесик. Комсомольці входили до продзагонів, реквізували у заможних селян та середняків хліб, та вивозили його з села. Комітет незаможних селян (виник у Рубанівці в грудні 1920 року), займався розподілом земель, відібраних у заможних селян і церкви. 
У 1920 році у волості працювали 6 трудових шкіл, наступного року — вже 196. У селі почали діяти курси ліквідації неписьменності серед дорослого населення. У листопаді 1920 року відкрито сельбуд, 3 хати-читальні, сільську бібліотеку. Молодь брали активну участь в драмгуртку. Добре працювала на селі й жіноча рада, створена 8 березня 1921 року. Вона мала кілька секцій: «Друзі дітей», соціалістичного виховання, професійну, кооперативну тощо. В центрі уваги ради були питання про участь жінок у профспілках, про ліквідацію неписьменності серед них. На засідання ради, що відбувалися двічі на місяць, приходили жінки. В сільському дитячому будинку виховувалося близько 40 безпритульних дітей. В Рубанівці діяв також дитячий майданчик на 60 чоловік.
В 1921 році 18 незаможних господарств об'єдналися в комуну «Бідняк». Першим її головою був М. М. Дурнєв — учасник війни, згодом секретар партійної організації колгоспу (загинув у роки Другої Світової війни). Навесні 1924 року з Великої Лепетихи в Рубанівку переїхала комуна «Полум'я революції». Обидві ці комуни згодом переїхали до Генічеського району. Влітку 1925 року в Рубанівці організовано комуну «Гудок».
На початку 1926 року рубанівці вже освоїли всі довоєнні посівні площі. У 1928 році організовуються перші ТСОЗи— «Новий світ», «Червоний Жовтень», ім. Ворошилова, на базі яких у період масової колективізації створено 11 колгоспів: «Авангард», «Більшовик», «Схід», «Зоря», «Комінтерн», «Червоний прапор», «Комунар», «Вогник», «Шлях свободи», «Червоний Жовтень» та ім. Куйбишева.
На 1933 рік Рубанівська МТС, яка мала 13 тракторів, 32 комбайни, 8 автомашин, обробляла 32 тис. га землі 16 колгоспів. У МТС діяло 15 бригад. Трактористами працювали і жінки, серед них: Н. М. П'ятигорець, О. П. Сєрик, О. І. Фурдак. Вже на 1941 рік МТС мала 105 тракторів і 41 комбайн. У 1938 року в селі організовано автоколону «Сільгосптрансу», 32 автомашини якої обслуговували місцеві колгоспи.
Село забудовувалося, впорядковувалось, озеленювалося. Було відремонтовано центральний клуб ім. Т Г. Шевченка, в кожному колгоспі відкрито хати-читальні, колгоспні клуби, бібліотеки. Працювала пересувна кіноустановка, в клубах — гуртки художньої самодіяльності. Село радіофікували.
Медичну допомогу населенню подавали 2 лікарі й 16 працівників з середньою спеціальною освітою, які працювали в лікарні на 35 ліжок, амбулаторії, аптеці. Діяли середня, 3 семирічні, 4 початкові й одна школа сільської молоді (організована ще 1925 року). Ці навчальні заклади напередодні війни охоплювали 2 тис. чоловік.

### Голодомор
У 1933 році кількість смертей від голоду в селі Рубанівка досягли таких масштабів, що уповноважений посівної компанії ділянки № 3 написав начальнику політвідділу Рубанівської МТС заяву про звільнення з посади з причини загрози голодної смерті та масових випадків голодної смерті серед селян с.Рубанівка 12 травня 1933 р.

### Сталінські репресії
У 1920-х та 1930-х роках село не оминула хвиля репресій. Чимало селян було розкуркулено, виселено з України, розстріляно.
Дехто з мешканців Рубанівки був розстріляний за своє антирадянське минуле. Так рубанківець Шинкаренко Микита Данилович був розстріляний у 1929 році за те, що в період Перших визвольних змагань служив у білих, а згодом — в Армії Української Держави.
За антирадянську агітацію та пропаганду були засуджені десятки мешканців села:
- Ацеховський Іван Леонтійович (1906 р.н.) до 3 років позбавлення волі та 3 років поразки у правах;
- Бабанін Кузьма Минович (1885 р.н.) до 3 років заслання у Північний край;
- Буряков Григорій Костянтинович (1897 р.н.) до розстрілу з конфіскацією майна;
- Ведміцький Петро Петрович (1892 р.н.) до 3 років заслання у Північний край;
- Желугін Федір Опанасович (1881 р.н.) до 3 років заслання у Північний край;
- Гридасов Пилип Ілліч (1881 р.н.) до 3 років заслання у Північний край;
- Грибовський Владислав Антонович був звинувачений у створенні повстанської групи, яка боролась проти більшовицької влади (розстріляно у 1937 році);
- Гридасов Яків Кіндратович (1916 р.н.) отримав 10 років концтаборів та 5 років поразки у правах за антирадянську агітацію,
- такий же термін дістав і Дубров Іван Гаврилович (1909 р.н.).

Засуджували і жінок. Жадлун Анастасія Микитівна (1905 р.н.) відсиділа 3 роки виправних трудових таборів. Декого, як Завгороднього Василя Тарасовича (1908 р.н.), заарештовували двічі.
Загалом, крім названих вище, репресовані такі родини: Загной, Камінський, Коваленко, Козленко, Ляшко, Малишевський, Митрофанов, Михайленко, Мізера, Озюменко, Партика, Резанов, Свєтловський, Сергеєв («активний петлюрівець, боровся проти радянської влади»), Сінченко, Стрюк (репресовано трьох членів сім'ї, один з них — зі зброє в руках боровся проти більшовиків), Тарасенко, Ткалич, Цеомашко, Шишляков, Шинкаренко,

### Німецько-радянська війна 1941—1945рр.
Після віроломного нападу гітлерівської Німеччини на СРСР та початку окупації України, на фронтах війни воювали проти гітлерівських загарбників 1865 мешканців села; 1448 із них нагороджені орденами і медалями, 400 — загинули. Під час Другої світової війни в селі діяла партизанська група, членами якої були К. Ф. Онищенко (керівник), І. Д. Коваленко, X. В. Зінченко, О. М. Харченко, І. І. Павлюк, І. Я. Стельмах і Ф. А. Стубров. Народні месники входили до складу партизанського загону, що діяв у Нижньосірогозькому районі. Навесні 1942 р. гітлерівцям вдалося схопити членів групи. У липні того ж року їх розстріляли в Генічеську. У 1966 р. їх посмертно нагороджено медаллю «За відвагу». За героїзм і відвагу, проявлені 8 квітня 1944 р. під час прориву сильно укріплених позицій ворога в Криму, уродженцю села Дмитру Грідасову в березні 1945 р. посмертно присвоєно звання Героя Радянського Союзу. В одному з боїв він знищив 9 ворожих вогневих точок, відбив 5 ворожих атак, винищив 60 і взяв у полон 40 гітлерівців. Звання Героя Радянського Союзу посмертно удостоєний також Володимир Загной, який проявив героїзм під час форсування річки Одер у січні 1945 р., знищивши понад два взводи фашистської піхоти. На честь полеглих героїв Д. Т. Гридасова і В. К. Загноя споруджено пам'ятники.
У Рубанівці знаходяться дві братські могили, в яких поховані 70 радянських воїнів, полеглих на Нікопольському плацдармі. У степу, на 14-му кілометрі дороги Велика Лепетиха — Рубанівка, встановлено пам'ятник на братській могилі, в якій поховано понад 600 солдатів і офіцерів 5-ї ударної армії, загиблих на Нікопольському плацдармі. За кілометр від цього місця — дві братські могили полеглих 1500 радянських воїнів. На кургані встановлено восьмиметровий обеліск.

Пам'ятник Дмитру Грідасову
Пам'ятник Володимиру Загною

### Міжвоєнний період
У селі Рубанівка у повоєнний час були створені три колгоспи: «Шлях Леніна», «Червоний Жовтень», «Ілліча» та «XIX партз'їзду». Усі господарства вирощували зернові та баштанні культури: розвивалося тваринництво м'ясо-молочного напряму та птахівництво. Так, колгосп ім. XIX партз'їзду виробляє свинину, «Червоний Жовтень» — молоко, а «Шлях Леніна» — яйця. У колгоспі «Шлях Леніна» є млин, у колгоспі «Червоний Жовтень» — консервний цех. У селі розташовані: відділення райсільгосптехніки, комбікормовий завод, автопідприємство Міністерства автомобільного транспорту УРСР, що обслуговує 47 пасажирських маршрутів.
За зв'язки з ОУН 28 лютого 1953 р. був заарештований мешканець села Шумей Микола Васильович. За чотири місяці після арешту справу було припинено і Шумея звільнили з-під варти. За тим же звинуваченням були заарештовані й інші мешканці села: Голотів Василь (1935 р.н.), Голотів Мар'ян (1931 р.н.), Голотів Текля Кирилівна (1907 р.н.). Всі вони відбули по півроку під вартою та згодом були звільнені.
У 1977 році начальнику механізованого загону Г. М. Ландарю присвоєно звання Героя Соціалістичної Праці. Орденів Леніна і Трудового Червоного Прапора удостоєно обліковця свинокомплексу М. Ф. Процака, ордена Жовтневої Революції — механізатора В. Є. Бабаніна, ордена Трудового Червоного Прапора — доярок В. І. Жадлун, В. П. Жиронкіну, Р. О. Бєлаш, свинарку М. П. Баришеву, обліковця МТФ Т. В. Котик, рільничницю Т. Е. Шишлакову, бригадира комплексної бригади А. І. Стрюк, водія В. Ф. Комарова, тракториста М. М. Мисаєва, головного агронома М. М. Калініченко. У колгоспі «Шлях Леніна» двома орденами Леніна відзначено завідувачку птахокомплексу 3. С. Німчук, орденами Леніна, Жовтневої Революції і Трудового Червоного Прапора — голова колгоспу І. Т. Німчук, орденом Леніна — механізатор В. М. Філозоп, орденами Жовтневої Революції і Трудового Червоного Прапора — майстер-налагоджувальник хутрозагону № 1 І. Т. Рядинський, орденом Жовтневої Революції і Трудового Червоного Прапора — майстер-налагоджувальник хутрозагону № 1. Т. Рядинський, орденом Трудового Червоного Прапора — головний агроном І. С. Стеблін, завідувачка МТФ Т. І. Хадікова, шофер Д. Є. Лушпай, бджоляр В. К. Гиривенко, голова колгоспу І. М. Анедченко. рільничий 3. К. Фесик. У колгоспі «Червоний Жовтень» ордена Леніна удостоєний бригадир садово-городньої бригади В. Д. Слюсар, ордена Жовтневої Революції — механізатор Д. М. Семенов, ордена Трудового Червоного Прапора — механізатори В. М. Мареєв, А. Г. Дерій, начальник хутрозагону В. Ю. Стебівка, секретар парторганізації колгоспу І. І. Ковбаса, інженер-будівельник О. І. Зайцев, доярка О. Ю. Кашата. Мешканка Рубанівки А. С. Ландар удостоєна звання «Мати-героїня».
У селі є середня та восьмирічна школи, будинок культури, три бібліотеки з книжковим фондом 35 тис. примірників, дільнична лікарня на 35 ліжок, пологовий будинок, амбулаторія з рентгенівським кабінетом, два медпункти й аптека, 3 ясел-садки на 150 місць, готель на 75 місць, побуткомбінат, годинникова майстерня, 12 магазинів, підприємство громадського харчування, АТС на 300 номерів, відділення зв'язку. Відділення Ощадбанку України. Діє водопровід протяжністю 76,5 кілометра.
З прийняттям Указу Президента України «Про невідкладні заходи щодо прискорення реформування аграрного сектору економіки» з грудня 1999 року в селі з'явилися всі передумови для перебудови суспільно-політичних та економічних взаємовідносин на селі. Змінювався статус основного національного багатства — землі. В Рубанівці після реформи почали формуватися земельні відносини ринкового типу, набули розвитку майнові відносини, сформовано сектор селянських фермерських господарств, закладено підґрунтя для розвитку сільськогосподарських підприємств.

## Російсько-українська війна (з 2014)
Після Анексії Кримського півострова у 2014 році та Війни на сході України, рубанівці одні із перших стали на захист своєї Батьківщини.
2 березня 2015 о 12:40 біля Маріуполя, між селами Павлопіль і Пищевик, під час бойового зіткнення з диверсійно-розвідувальною групою противника загинув мешканець села Рубанівка, Стрелюк Олександр Олександрович. Розвідгрупа отримала завдання перевірити один з блокпостів, і коли заїхала до села Пищевик, зіштовхнулася з російськими військами. В автівці було шестеро бійців, один загинув на місці, другий помер дорогою до лікарні, ще двоє були поранені, один з них — важко.

## Російське вторгнення в Україну (з 2022)
Після початку повномасштабного вторгнення 24 лютого 2022 року російських військ в Україну, з 3 березня 2022 року, Рубанівка опинилась під окупацією російських військ
В перші місяці окупації Мешканці села залишилися без мобільного зв'язку, до села не надходили гуманітарна допомога разом з лікарськими засоби, також російські війська вчиняли мародерство.
24 січня 2023 року українські війська завдали високоточного удару по скупченню російської військової техніки у окупованому селі

## Населення
Згідно з переписом УРСР 1989 року чисельність наявного населення села становила 4176 осіб, з яких 1959 чоловіків та 2217 жінок.
За переписом населення України 2001 року в селі мешкало 3913 осіб.

### Мова
Розподіл населення за рідною мовою за даними перепису 2001 року:
| Мова       | Відсоток |
| ---------- | -------- |
| українська | 79,32 %  |
| російська  | 20,47 %  |
| білоруська | 0,08 %   |
| гагаузька  | 0,03 %   |
| молдовська | 0,03 %   |
| циганська  | 0,03 %   |

### Персоналії
- Гридасов Дмитро Тихонович (23.02.1925—16.01.1945) — Герой Радянського Союзу.
- Загной Володимир Карпович (1926—1945) — Герой Радянського Союзу.
- Борсук Кіндрат Іванович — козак Армії УНР.
- Шинкаренко Микита Данилович (1897—1930) — військовослужбовець Армії Української Держави[14]
- Сінченко Григорій Іванович (1918—1987) — український фольклорист, літературознавець, педагог, доктор філологічних наук, професор.
- Польська Параска Іванівна (1930) - доктор сільськогосподарських наук, наукова діяльність повязана з Асканією-Нова.
- Стрелюк Олександр Олександрович (1982—2015) — старший сержант Збройних сил України, учасник російсько-української війни.
- Єрещенко Віктор Олексійович (1911—1970), контрадмірал
- Навроцький Григорій Емануїлович (1902—1971), контрадмірал
- Фесик В. Н., Доктор сільськогосподарських наук